# Kazys Uscila
Kazys Uscila (ur. 13 maja 1945 w Naručionys w dzisiejszym rejone elektreński) – litewski dziennikarz, tłumacz literatury polskiej i rosyjskiej.

## Życiorys
Po ukończeniu szkoły średniej ukończył Wileńską Szkołę Pedagogiczną, a następnie pracował jako nauczyciel. Od 1965 do 1971 r. studiował dziennikarstwo na Uniwersytecie Wileńskim. Od 1967 r. był członkiem redakcji gazety „Gimtoji žemė” (pol. Ziemia ojczysta) z rejonu wiłkomierskiego, później zastępcą redaktora gazety „Tėvynė” (pol. Ojczyzna) w Poniewieżu, a następnie zastępcą dyrektora kompleksu hodowlanego Krakinów w okręgu poniewieskim.. 
W latach 1981–1985 był redaktorem gazety „Draugystė” (pol. „Przyjaźń”) w rejonie wileńskim. Od 1985 r. był instruktorem sektora prasowego Komitetu Centralnego Litewskiej Partii Komunistycznej i korespondentem rosyjskiej państwowej agencji informacyjnej TASS. Od 1993 r. pracował w Wilnie jako litewski korespondent rosyjskiej agencji informacyjnej Interfax. 
Od 1987 r. tłumaczył z języka polskiego na litewski prace polskich historyków, takich jak Teodor Narbutt, Józef Ignacy Kraszewski, Adam Honory Kirkor, Jerzy Ochmański oraz współczesnych takich jak Jerzy Giedroyc, Czesław Miłosz, Wiesław Myśliwski, Krzysztof Zanussi, Andrzej Sapkowski, Anna Onichimowska, Grzegorz Kasdepke, Agnieszka Stelmaszyk. Przetłumaczył również cztery książki, w tym jedną powieść, z języka rosyjskiego.
Jego przekład powieści Myśliwskiego „Traktat o łuskaniu fasoli” został w 2013 r. uznany za najcenniejsze polsko-litewskie tłumaczenie wszech czasów.
Był członkiem Komunistycznej Partii Litwy. Jest członkiem Litewskiego Stowarzyszenia Tłumaczy Literackich. 
Kazys Uscila jest żonaty, ma syna i córkę.

## Tłumaczenia
2020: Wiesław Myśliwski, Ucho igielne

## Nagrody
- 2015: Nagroda Literacka Stowarzyszenia Autorów ZAiKS (za przekłady literatury polskiej na język litewski)[3]
- 2018: Krzyż Kawalerski Orderu Zasługi Rzeczypospolitej Polskiej